# Patrick Rafter
Patrick "Pat" Michael Rafter (født 28. december 1972 i Mount Isa, Australien) er en pensioneret australsk tennisspiller, der blev professionel i 1991, og trak sig tilbage i 2002. Han nåede igennem sin karriere at vinde 11 single- og 10 doubletitler, og hans højeste placering på ATP's verdensrangliste er en 1. plads, som han besad en enkelt uge i juli 1999.

## Grand Slam
Rafter vandt i løbet af karrieren 2 Grand Slam-titler, begge gange var det US Open i New York, hvor han tog titlen to år i træk. Det var i 1997 og 1998, hvor han besejrede henholdsvis briten Greg Rusedski og landsmanden Mark Philippoussis. Desuden nåede han to gange, i 2000 og 2001, i finalen ved Wimbledon. Tættest på sejr var han i 2001, hvor han måtte bøje sig til kroaten Goran Ivanisevic, efter 5 sæt i en dramatisk finale. 

## Eksterne links
- Spillerprofil
- Patrick Rafters opslag i Munzinger Sportsarchiv (tysk)
- Patrick Rafters profil på Olympics.com (engelsk)
- Patrick Rafters profil på Sports-Reference OL-resultater (arkiveret) (engelsk)
- Patrick Rafters profil på Olympedia (engelsk)
- Patrick Rafters profil hos Australiens Olympiske Komité (engelsk)
- Patrick Rafters profil hos ATP World Tour (engelsk)
- Patrick Rafters profil hos ITF Tennis (engelsk)
- Patrick Rafters profil hos Davis Cup (engelsk)
- Patrick Rafters profil hos International Tennis Hall of Fame (engelsk)
- Patrick Rafters profil hos Tennis Australia (engelsk)